# Xã Holyoke, Quận Carlton, Minnesota
Xã Holyoke (tiếng Anh: Holyoke Township) là một xã thuộc quận Carlton, tiểu bang Minnesota, Hoa Kỳ. Năm 2010, dân số của xã này là 182 người.